# Hoa hậu Toàn cầu 2021/2022
Hoa hậu Toàn cầu 2022 là lần tổ chức và kỷ niệm 10 năm cuộc thi Hoa hậu Toàn cầu. Cuộc thi này được tổ chức vào ngày 11 tháng 6 năm 2022 tại Trung tâm Hội nghị Bali Nusa Dua (BNDCC), Bali, Indonesia. Người chiến thắng cuộc thi này sẽ được trao vương miện cùng với người chiến thắng cuộc thi Hoa hậu Toàn cầu 2021 được tổ chức trực tuyến. Hoa hậu Toàn cầu 2019 - Karolína Kokešová đã trao lại vuơng miệng cho người kế nhiệm, cô Jessica Da Silva đến từ UAE (2021) và cô Shane Tormas đến từ Philippines (2022)

## Kết quả

### Thứ hạng
| Kết quả               | Thí sinh |
| --------------------- | --- |
| Hoa hậu Toàn cầu 2022 | - Philippines – Shane Tormes |
| Hoa hậu Toàn cầu 2021 | - UAE – Jessica Da Silva |
| Á hậu 1               | - Malaysia – Sandra Lim |
| Á hậu 2               | - Úc – Brooke Rankin |
| Á hậu 3               | - Litva – Sandra Boriseviciute |
| Á hậu 4               | - Brazil – Natalia Gurgel |
| Top 13                | - Bỉ – Lauralyn Vermeersch - Bosna và Hercegovina – Natasha Palachkovich § - Haiti – Farah Fourcand § - Iceland – Fanney Albertsdottir - Indonesia – Olivia Aten - Kenya – Eleanor Musangi Ndambo ¥ - Peru – Massiel Suarez |
| Top 25                | - Cabo Verde – Andrea Almeida - Anh – Lili Rich - Ghana – Charlee Berbicks - Ireland – Jessica Vangaalen - Ý – Valentina Dettori - Palestine – Lauren Imseeh - Serbia – Katarina Munjic - Tatarstan – Alina Zuvarovna - Hoa Kỳ – Maurah Ruina - Venezuela – Lis Arbelaez - Việt Nam – Đoàn Thị Hồng Trang - Zimbabwe – Tania Aron |

- §: Thí sinh được vào thẳng Top 13 nhờ bình chọn từ khán giả.
- ¥: Thí sinh được vào thẳng Top 13 nhờ lựa chọn của ban giám khảo.

## Các giải thưởng đặc biệt
| Giải thưởng           | Thí sinh                                      |
| --------------------- | --------------------------------------------- |
| Wild Card             | - Bosna và Hercegovina – Natasha Palachkovich |
| Wild Card             | - Haiti – Farah Fourcand                      |
| Miss Takented         | - Philippines – Shane Tormas                  |
| Miss Top Model        | - Kenya – Eleanor Musangi Ndambo              |
| Best National Costume | - Indonesia – Olivia Aten                     |
| Miss Aesthetic        | - UAE – Jessica Da Silva                      |
| Miss Popularity       | - UAE – Jessica Da Silva                      |

### Các giải phụ của Hoa hậu Toàn cầu 2021

#### Miss Fitness 2021
| Kết quả      | Thí sinh |
| ------------ | --- |
| Chiến thắng  | - Iceland – Fanney Albertsdottir |
| Top 10 Besar | - Albania – Eugena Lushaj - Angola – Estefania Neves - Ireland – Jessica Vangaalen - Ý – Valentina Dettori - Colombia – Jasenia Orozco - Latvia – Agnese Gasjuna - Litva – Sandra Boriseviciute - Serbia – Katarina Munjic - Tatarstan – Alina Zuvarovna |

#### Miss Fashion 2021
| Kết quả     | Thí sinh |
| ----------- | --- |
| Chiến thắng | - Campuchia – Jazmine Vitacco |
| Top 10      | - Nam Phi – Rozelle Bester - Hoa Kỳ – Maurah Ruiz - Brasil – Natalia Gurgel - Indonesia – Olivia Aten - Ireland – Jessica Vangaalen - Ý – Valentina Dettori - Panama – Monica Lozano Martinez - Tatarstan – Alina Zuvarovna - UAE – Jessica Da Silva |

#### Miss Goodwill 2021
| Kết quả     | Thí sinh |
| ----------- | --- |
| Chiến thắng | - Indonesia – Olivia Aten |
| Top 10      | - Botswana – Sakshi Bhargava - Brasil – Natalia Gurgel - Anh – Alina Green - Ý – Valentina Dettori - Colombia – Jasenia Orozco - Nepal – Soenayna Mahangi - Thổ dân châu Mỹ – Mischaela Elkins - Hy Lạp – Niki Theofilopoulou |

#### Miss Photogenic 2021
| Kết quả     | Thí sinh |
| ----------- | --- |
| Chiến thắng | - Tatarstan – Alina Zuvarovna |
| Top 10      | - Nam Phi – Rozelle Bester - Hoa Kỳ – Maurah Ruiz - Bahamas – Rickia Smith - Brasil – Natalia Gurgel - Ireland – Jessica Vangaalen - Campuchia – Jazmine Vitacco - Litva – Sandra Boriseviciute - Panama – Monica Lozano - UAE – Jessica Da Silva |

#### Miss Runway 2021
| Kết quả     | Thí sinh |
| ----------- | --- |
| Chiến thắng | - Nam Phi – Rozelle Bester |
| Top 10      | - Brasil – Natalia Gurgel - Indonesia – Olivia Aten - Ireland – Jessica Vangaalen - Iceland – Fanney Albertsdottir - Pháp – Aida Kaufman - Thổ dân châu Mỹ – Mischaela Elkins - Tatarstan – Alina Zuvarovna - UAE – Jessica Da Silva - Zimbabwe – Tania Aron |

## Thí sinh tham gia
Cuộc thi có tổng cộng 62 thí sinh tham gia:
| Quốc gia/Vùng lãnh thổ | Thí sinh                     |
| ---------------------- | ---------------------------- |
| Angola                 | Estefania Neves              |
| Úc                     | Brooke Rankin                |
| Áo                     | Sofie Maria Schuh            |
| Azerbaijan             | Roya Shirzadloo              |
| Belarus                | Maria Hodakovskaya           |
| Bỉ                     | Lauralyn Vermeersch          |
| Benin                  | Tognizoun Amele Ugette       |
| Bosna và Hercegovina   | Natasha Palachkovich         |
| Brazil                 | Natalia Gurgel               |
| Bulgaria               | Gabriella Valerieva Velikova |
| Campuchia              | Em Kunthong                  |
| Cabo Verde             | Andrea Almeida               |
| Trung Quốc             | Yingula Scarlett Sun         |
| Colombia               | Jasenia Orozco               |
| Anh                    | Lili Rich                    |
| Eritrea                | Winta Russom                 |
| Pháp                   | Aida Kaufman                 |
| Đức                    | Sarvy Petroudi               |
| Ghana                  | Charlee Berbicks             |
| Gibraltar              | Kayleigh Hollins             |
| Hy Lạp                 | Niki Theofilopoulou          |
| Haiti                  | Farah Fourcand               |
| Hồng Kông              | Silvia To                    |
| Hungary                | Lilla Miklos                 |
| Iceland                | Fanney Albertsdottir         |
| Ấn Độ                  | Larissa Dsouza               |
| Indonesia              | Olivia Aten                  |
| Ireland                | Jessica Vangaalen            |
| Ý                      | Valentina Dettori            |
| Jamaica                | Pickqueena Burrell           |
| Nhật Bản               | Maria Ogawa                  |
| Kazakhstan             | Anar Omarova                 |
| Kenya                  | Eleanor Musangi Ndambo       |
| Hàn Quốc               | Songyi Kim                   |
| Lithuania              | Sandra Boriseviciute         |
| Malaysia               | Sandra Lim                   |
| Mexico                 | Andrea Medina                |
| Maroc                  | Khaoula Meftah               |
| Nepal                  | Soenayna Mahangi             |
| Hà Lan                 | Claudia Brienesse            |
| Nigeria                | Stephanie Kingsley           |
| Pakistan               | Areej Chaundary              |
| Palestine              | Lauren Imseeh                |
| Panama                 | Monica Lozano Martinez       |
| Peru                   | Massiel Suarez               |
| Philippines            | Shane Tormas                 |
| Romania                | Ela Apostol                  |
| Senegal                | Awa Sidibe                   |
| Serbia                 | Katarina Munjic              |
| Singapore              | Mandy Tang                   |
| Nam Phi                | Rozelle Bester               |
| Tây Ban Nha            | Giselle Villar               |
| Thụy Sĩ                | Reni Filipova Abadzhieva     |
| Tatarstan              | Alina Zuvarovna              |
| Thái Lan               | Ratanna Luangnan             |
| Tunisia                | Maha Dakhli                  |
| UAE                    | Jessica Da Silva             |
| Uganda                 | Ashlei Watson                |
| Hoa Kỳ                 | Maurah Ruina                 |
| Venezuela              | Lis Arbelaez                 |
| Việt Nam               | Đoàn Hồng Trang              |
| Zimbabwe               | Tania Aron                   |